# John Ryan (rugby à XV, 1988)
Pour les articles homonymes, voir Ryan et John Ryan.

a Compétitions nationales et continentales officielles uniquement.

b Matchs officiels uniquement.
Dernière mise à jour le 25 février 2025.
John Ryan, né le 2 août 1988 à Cork (Irlande), est un joueur international irlandais de rugby à XV évoluant au poste de pilier. Il joue avec le Munster en United Rugby Championship depuis 2023.

## Biographie

### Débuts au Munster et carrière en équipe d'Irlande (2011-2022)
Membre de l'académie du Munster, il fait ses débuts avec la province contre les Cardiff Blues le 23 septembre 2011. Lors de la saison 2011-2012, il remporte la British and Irish Cup avec l'équipe du Munster A le 27 avril 2012. Cette même année, il est prêté au club des London Irish qui évolue en Premiership pour une courte durée, il joue deux matchs avec ce club. Puis, il revient au Munster.
Lors de l'automne 2016, il est sélectionné pour la première fois avec l'Irlande. Il joue son premier match le 12 novembre contre le Canada en tant que remplaçant et fait son entrée à la place de Finlay Bealham durant ce match.
En 2018, il fait partie du groupe irlandais qui remporte le Tournoi des Six Nations et la Triple couronne en réalisant le Grand Chelem, il prend notamment part à deux rencontres contre la France et le pays de Galles durant cette compétition.
L'année suivante, le sélectionneur de l'Irlande, Joe Schmidt le convoque pour participer à la Coupe du monde 2019. Il ne participe qu'à une rencontre, contre la Russie en phase de poule où il est titularisé.

### Expérience avortée aux Wasps, court retour au Munster et découverte du Super Rugby avec les Chiefs (2022-2023)
À la fin de la saison 2021-2022, le club anglais des Wasps annonce avoir recruté John Ryan à partir de la saison prochaine, pour une durée de trois ans. Il prend part à quatre rencontres avec son nouveau club, mais ce dernier est placé en redressement judiciaire, puis est liquidé le 17 octobre 2022. De ce fait, Ryan et tous les membres du club sont licenciés.
John Ryan se retrouve donc sans club. Cependant, le Munster indique son recrutement le 24 octobre pour une durée de trois mois en tant que joker médical de Stephen Archer qui s'est blessé, il est titulaire dès ses débuts contre l'Ulster le 29 octobre.
À la mi-décembre 2022, la franchise néo-zélandaise des Chiefs, évoluant en Super Rugby, annonce son recrutement pour la saison 2023, afin de pallier la blessure d'Angus Ta'avao qui est indisponible toute la saison. La saison commence le 24 février, il doit rejoindre la Nouvelle-Zélande avec sa famille lors de ce mois. Lors de la saison, il prend part aux dix-sept rencontres de la saison, dont huit en tant que titulaire, mais s'incline en finale de la compétition face aux Crusaders.

### Nouveau retour au Munster (2023-)
Après la saison 2023 de Super Rugby, il est annoncé qu'il retourne au Munster à partir de la saison 2023-2024 pour une durée d'une saison. Dès le début de la saison d'United Rugby Championship (URC), il est sollicité et aligné sur le banc des remplaçants pour les deux premières journées. Au cours de cet exercice, il prolonge d'une saison avec sa province.
En février 2025, il signe une nouvelle prolongation d'une saison supplémentaire avec le Munster.

## Statistiques en équipe nationale
John Ryan compte 24 sélections, depuis sa première sélection le 12 novembre 2016 face au Canada, il inscrit 5 points, 1 essai. Il est sélectionné le 2 septembre 2019 pour participer à la Coupe du monde 2019.
Il participe à trois éditions du Tournoi des Six Nations en 2017, 2018 et 2019. Il dispute neuf matchs dans la compétition.

## Palmarès

### En franchise et province
- Vainqueur de la British and Irish Cup en 2012 avec le Munster A.
- Finaliste du Pro12/Pro14 en 2015, 2017 et 2021 avec le Munster.
- Vainqueur du United Rugby Championship en 2023 avec le Munster.
- Finaliste du Super Rugby en 2023 avec les Chiefs.

### En équipe nationale
- Vainqueur du Tournoi des Six Nations en 2018 (Grand Chelem) avec l'équipe d'Irlande.